# Jessica glabra
Jessica glabra är en spindelart som först beskrevs av Eugen von Keyserling 1891.  Jessica glabra ingår i släktet Jessica och familjen spökspindlar. Inga underarter finns listade i Catalogue of Life.